# British Interplanetary Society

British Interplanetary Society (BIS) blev grundlagt i 1933 af Philip E. Cleator og er den ældste rumrejse fortaler organisation i verden hvis mål kun er at understøtte og promovere astronautik og rumudforskning.

## Struktur
BIS er en non-profit organisation med hovedkvarter i London og er finansieret af by medlemmernes bidrag. BIS udgiver det akademiske tidsskrift Journal of the British Interplanetary Society og ugebladet Spaceflight.
BIS har adresse på South Lambeth Road (A203) nær Vauxhall Station, og ikke langt fra Secret Intelligence Service bygningen.

## Historie
BIS kom efter American Interplanetary Society (grundlagt 1930), det tyske VfR og Sovjetiske raket forskningsgrupper, men til forskel fra dem, blev BIS aldrig absorberet ind i en national industri.

## Udgivelser
I 2008 udgav BIS 'Interplanetary', en historie af foreningen til dato.